# Freddie Highmore
Alfred Thomas Highmore (født 14. februar 1992) er en engelsk skuespiller. Han blev tidligt kendt for rollen som Charlie i Charlie og Chokoladefabrikken, som Arthur i Arthur og Minimoyserne og som tvillingerne Simon og Jared Grace i Spiderwick Fortælingerne. Han har siden 2017 spillet Dr. Shaun Murphy i tv-serien The Good Doctor.

## Filmografi
| År   | Titel                                 | Rolle                      | Bemærkninger |
| ---- | ------------------------------------- | -------------------------- | ------------ |
| 1999 | Women Talking Dirty                   | Sam                        |              |
| 2001 | The Mists of Avalon                   | Ung Arthur                 |              |
| 2004 | Finding Neverland                     | Peter Llewelyn-Davies      |              |
| 2004 | Two Brothers                          | Ung Raoul                  |              |
| 2004 | Sandtrolden (film)                    | Robert                     |              |
| 2005 | Charlie og chokoladefabrikken         | Charlie Bucket             |              |
| 2006 | A Good Year                           | Ung Max                    |              |
| 2007 | Arthur og Minimoyserne                | Arthur                     |              |
| 2007 | August Rush                           | Evan Taylor / August Rush  |              |
| 2007 | Det Gyldne Kompas                     | Pantalaimon                | Stemme       |
| 2008 | Spiderwick Fortællingerne             | Simon Grace og Jared Grace |              |
| 2008 | Eddie Dickens and the Awful End       | Eddie Dickens              |              |
| 2009 | Astro Boy                             | Astro Boy                  | Stemme       |
| 2009 | Arthur and the Vengeance of Maltazard | Arthur                     |              |
| 2010 | Arthur and the War of Two Worlds      | Arthur                     |              |
| 2010 | Master Harold...and the Boys          | Hally Ballard              |              |
| 2011 | The Art of Getting By                 | George Zinavoy             |              |
| 2013 | Justin og de tapre riddere            | Justin                     | Stemme       |
| 2016 | The Journey                           | Jack                       |              |
| 2016 | Almost Friends                        | Charlie Brenner            |              |
| 2020 | Dragon Rider                          | Ben                        | Stemme       |
| 2021 | The Vault                             | Thom Johnson               |              |